# Montépilloy
Montépilloy [mɔ̃tepilwa] est une commune française située dans le département de l'Oise en région Hauts-de-France.

## Géographie

### Localisation
Montépilloy est située à 8 km à l'est de Senlis et à 47 km au nord-est de Paris, près de la D 1324 entre Senlis et Crépy-en-Valois. La distance autoroutière de Paris via l'autoroute A1 est de 55 km.
La commune se trouve dans l'aire d'attraction de Paris, la zone d'emploi de Creil et le bassin de vie de Senlis.

### Communes limitrophes
Avec sa circonférence d'environ 13 km, le territoire communal est de petite dimension, mais Montépilloy possède néanmoins cinq communes limitrophes, sans compter Fontaine-Chaalis qui s'approche de 600 m de la limite sud de Montépilloy.
Par ailleurs, Borest arrive à 200 m des dernières maisons de Montépilloy : le village n'est pas implanté au centre de son territoire, mais à son extrémité sud-ouest. Si les communes limitrophes comptent toutes moins de mille habitants, elles dépassent nettement Montépilloy, et les villages voisins les plus proches, Barbery et Rully, disposent de commerces de proximité (ce qui est également le cas de Baron).
| Barbery | Bray (commune de Rully) | Rully           |
|         | Montépilloy             | Fresnoy-le-Luat |
| Borest  |                         | Baron           |

### Géologie et relief
La superficie de la commune est de 5,86 km2 ; son altitude varie de 84  à   147 mètres.
Montépilloy est implantée sur le plateau d'une butte-témoin culminant à 133,5 m au-dessus du niveau de la mer, soit 30 m au-dessus de la RD 1324, et 50 m au-dessus de la source de l'Aunette à 3,2 km, sur la commune de Rully.
Cette butte marque la limite ouest d'une chaîne de collines connue comme la montagne de Rosières, qui dépasse à plusieurs endroits une altitude de 150 m.
Du fait de cette situation, l'eau est rare à Montépilloy, et le puits du château atteint une profondeur de 59 m. Aussi, le donjon ruiné du château est-il visible de loin, de la lisière de la forêt d'Halatte ou de la forêt d'Ermenonville.

### Hydrographie

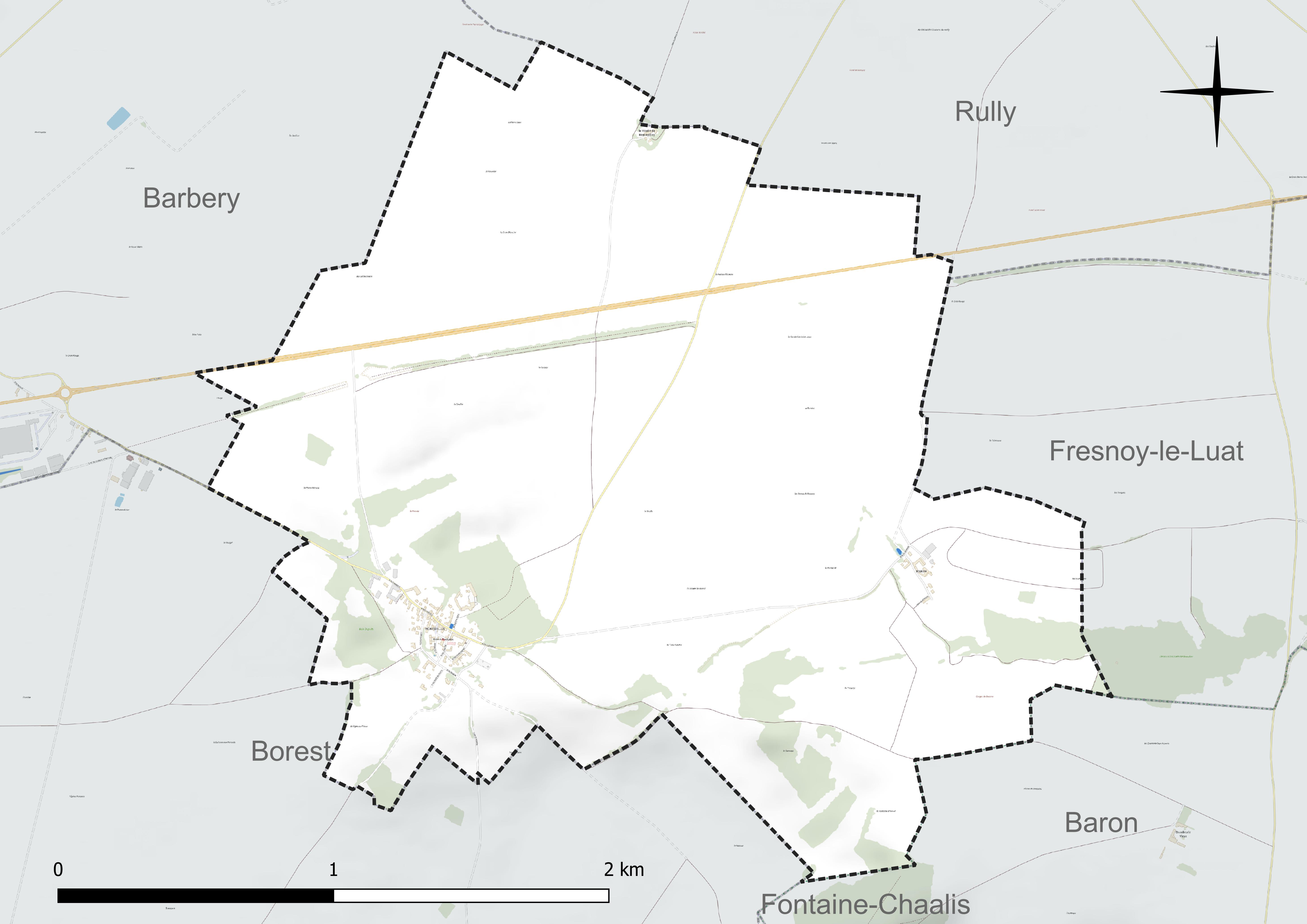
Réseau hydrographique de Montépilloy.

La commune est située dans le bassin Seine-Normandie.
Elle n'est drainée par aucun cours d'eau,.

### Climat
Pour des articles plus généraux, voir Climat des Hauts-de-France et Climat de l'Oise.
En 2010, le climat de la commune est de type climat océanique dégradé des plaines du Centre et du Nord, selon une étude du CNRS s'appuyant sur une série de données couvrant la période 1971-2000. En 2020, Météo-France publie une typologie des climats de la France métropolitaine dans laquelle la commune est dans une zone de transition entre le climat océanique et le climat océanique altéré et est dans la région climatique Nord-est du bassin Parisien, caractérisée par un ensoleillement médiocre, une pluviométrie moyenne régulièrement répartie au cours de l'année et un hiver froid (3 °C).
Pour la période 1971-2000, la température annuelle moyenne est de 10,7 °C, avec une amplitude thermique annuelle de 15 °C. Le cumul annuel moyen de précipitations est de 715 mm, avec 10,5 jours de précipitations en janvier et 8,3 jours en juillet. Pour la période 1991-2020, la température moyenne annuelle observée sur la station météorologique la plus proche, située sur la commune du Plessis-Belleville à 13 km à vol d'oiseau, est de 11,4 °C et le cumul annuel moyen de précipitations est de 661,7 mm,. Pour l'avenir, les paramètres climatiques de la commune estimés pour 2050 selon différents scénarios d'émission de gaz à effet de serre sont consultables sur un site dédié publié par Météo-France en novembre 2022.

### Milieux naturels et biodiversité
Montépilloy fait partie du parc naturel régional Oise-Pays de France pour la totalité de son territoire, et délimite le parc à l'est, tout comme Rully (la commune de Fresnoy-le-Luat n'en fait pas partie, et Baron seulement au sud de la Nonette).
La commune entre également dans le site inscrit de la vallée de la Nonette, créé par arrêté du 6 février 1970, et correspondant, à quelques exceptions près, au secteur du parc situé dans le département de l'Oise.
La nature est toutefois bien peu présente à l'extérieur du village et de ses abords immédiats, où les surfaces agricoles dédiées à la grande culture dominent, ne laissant pas de place au moindre arbre ou à la moindre haie. Des petits bois privés subsistent notamment à l'ouest et au sud du village, ainsi que du côté de Boasne.

## Urbanisme

### Typologie
Au 1er janvier 2024, Montépilloy est catégorisée commune rurale à habitat dispersé, selon la nouvelle grille communale de densité à sept niveaux définie par l'Insee en 2022.
Elle est située hors unité urbaine. Par ailleurs la commune fait partie de l'aire d'attraction de Paris, dont elle est une commune de la couronne,.

### Occupation des sols

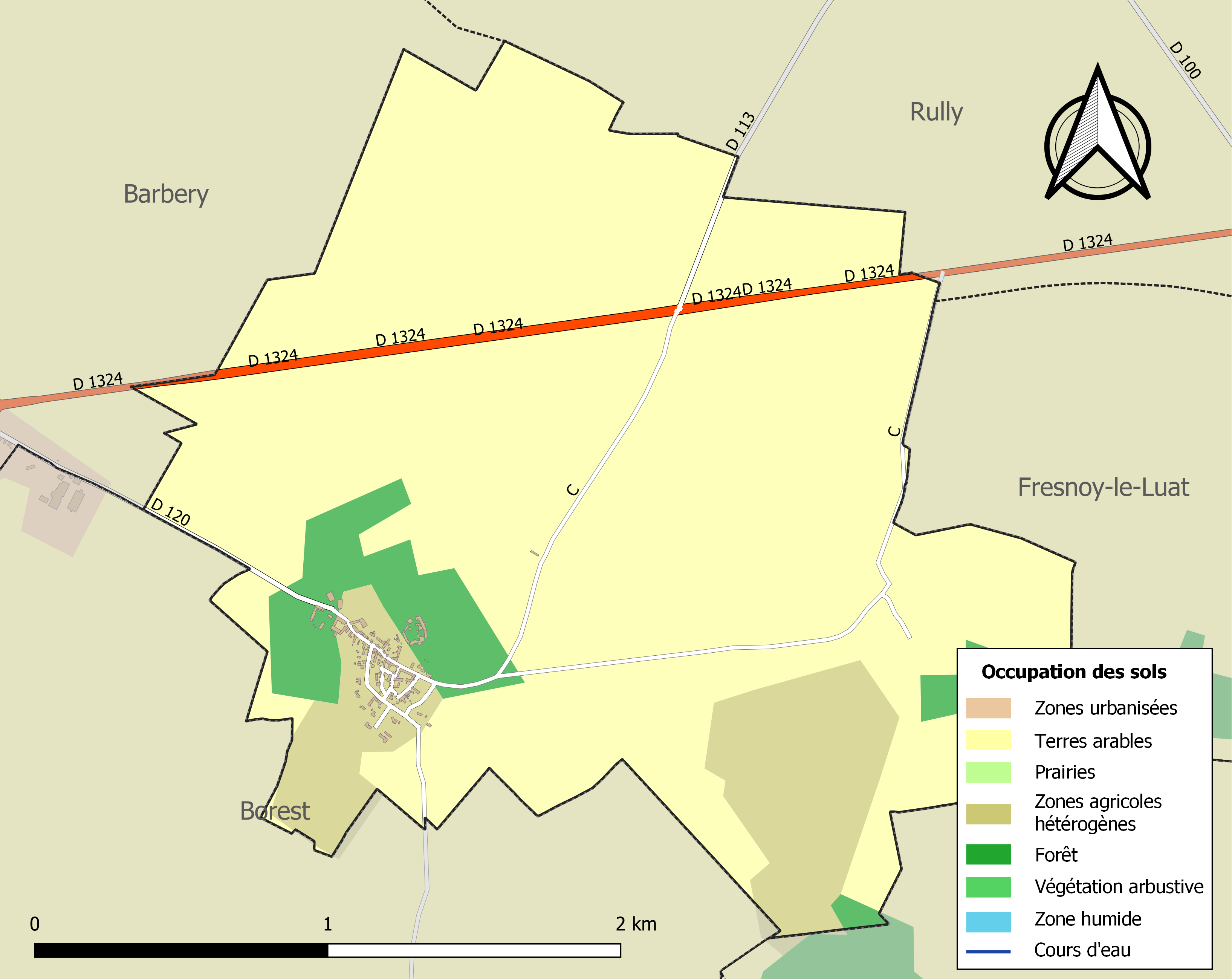
Carte des infrastructures et de l'occupation des sols de la commune en 2018 (CLC).

L'occupation des sols de la commune, telle qu'elle ressort de la base de données européenne d'occupation biophysique des sols Corine Land Cover (CLC), est marquée par l'importance des territoires agricoles (92,9 % en 2018), une proportion identique à celle de 1990 (92,9 %).
La répartition détaillée en 2018 est la suivante : terres arables (82,1 %), zones agricoles hétérogènes (10,8 %), forêts (7,1 %).
L'évolution de l'occupation des sols de la commune et de ses infrastructures peut être observée sur les différentes représentations cartographiques du territoire : la carte de Cassini (XVIIIe siècle), la carte d'état-major (1820-1866) et les cartes ou photos aériennes de l'IGN pour la période actuelle (1950 à aujourd'hui).

### Morphologie du village
En 1841, le village est « resserré, comprenant sept rues et une grande place entre l'église et l'ancienne forteresse. On y compte quarante maisons ».

### Hameaux et écarts
La commune se compose du village qui lui donne son nom, ainsi que de deux écarts, le moulin de Montépilloy et Boasne. Le premier se résume aujourd'hui à une ferme désaffectée, près de Rully ; le deuxième est un tout petit village qui était jadis plus important, et qui était une paroisse indépendante sous l'Ancien Régime[réf. nécessaire].

### Habitat et logement
En 2021, le nombre total de logements dans la commune était de 67, alors qu'il était de 70 en 2016 et de 66 en 2011.
Parmi ces logements, 85,5 % étaient des résidences principales, 3,6 % des résidences secondaires et 10,9 % des logements vacants. Ces logements étaient pour 98,6 % d'entre eux des maisons individuelles et pour 1,4 % des appartements.
Le tableau ci-dessous présente la typologie des logements à Montépilloy en 2021 en comparaison avec celle de l'Oise et de la France entière. Une caractéristique marquante du parc de logements est ainsi une proportion de résidences secondaires et logements occasionnels (3,6 %) supérieure à celle du département (2,4 %) mais inférieure à celle de la France entière (9,7 %).
| Typologie                                               | Montépilloy | Oise | France entière |
| ------------------------------------------------------- | ----------- | ---- | -------------- |
| Résidences principales (en %)                           | 85,5        | 90,5 | 82,2           |
| Résidences secondaires et logements occasionnels (en %) | 3,6         | 2,4  | 9,7            |
| Logements vacants (en %)                                | 10,9        | 7    | 8,1            |

### Voies de communication et transports
Le village est traversé par l'ancienne route nationale 324 (actuelle RD 1324) qui le relie à Senlis et à Crépy-en-Valois.
La commune est desservie, en 2023, par la ligne 6421 du réseau interurbain de l'Oise.

## Toponymie
Le nom de la localité est attesté sous les formes inter montem agibodi (agebodi) et locum qui dicitur Brayo (849) ; mons agibodini in pago Silvanectense (849) ; forest d'Espilloir (1075) ; silva in monte expelierico (1076) ; fortericia de Montespiloir (1148) ; « platea in qua fuit antiqua villa de monte speculatorio in territorio montis Hespilor » (1166) ; Montespillouer (1166) ; et partem forestae Espillor (1180) ; ecclesiam de Monte spiculatorio (1182) ; Mont Epillouer (1182) ; Mestespillour (1182) ; Mons spiculatorium (1188) ; Montepileor (1190) ; de monte pislerii (vers 1200) ; ecc. de monte speculatore d'espilœr (1209) ; de monte spiculatorio (1209) ; de montispeculorio (1209) ; Montespeculatorum (1209) ; Montespeculatorium (1209) ; inter montem espilloir (1227) ; Montespilloy (1232) ; Montespiloer (1238) ; Montepiloer (1240) ; apud Montespillouer excepta forteritia (1255) ; Montespilgloair (1270) ; Montespillouir (1281) ; Mont Eppelouer (1304) ; Mont espilloüer (1313) ; de monte espillonii (1321) ; Mont Epilloy (1340) ; Montespilloier (vers 1340) ; Montespillouoir (1380) ; Mons Espiloier (1399) ; au mont Epiloy (1417) ; le Mont Espilloy (XVe) ; Mont aux pillards (XVe) ; Montepillouer (1508) ; Mont espilloer (1540) ; Montespilloir (1540) ; Montepilloir (1540) ; Montespilouet (1601) ; Montespilloye (1667) ; Montepillois (1694) ; Montepiloir (1728) ; Montépilloy (1840).
Le premier nom connu du lieu, Montem Agibodi, cité en 849, ne peut être considéré comme forme antérieure du même nom. En 1075, il a été question d'une forêt d'Espilloir, et en 1076, de Monte Expelierico. Une forme proche du toponyme actuel paraît dès 1148 par rapport au château, qui est désigné comme forteresse de Montespiloir. Le nom ne se confirme pas immédiatement, mais se fixe tout de même au XIIIe siècle.
Étant donné que les documents de l'époque étaient rédigés en latin, l'on trouve aussi des formes latinisées, comme Monte speculatorio en 1166, Monte Pislerii vers 1200, et Monte Pigoci, en 1281. Quelle que soit la variante, le toponyme est un nom composé de mont, déjà utilisé en ancien français, et le nom picard espillouère (signifiant regard, ouverture dans un mur), dérivé du verbe espiller. Montépilloy se traduit donc par « mont de l'observatoire, de la tour de guet ».

Son toponyme est bien exprimé par la forme fortericia de Montespiloir, connu dès 1148, par rapport au Château de Montépilloy, désigné comme « forteresse de Montespiloir » et qui a une position de vigie couronnant une colline isolée dans la plaine céréalière de Senlis, il servit de point de guet et de défense, notamment pendant les guerres des XIVe et XVe siècles.
La commune, créée en 1793 lors de la Révolution française, porte le nom de Mont Epilloir puis en mentionnée en 1801 comme Montepilloir. La dénomination actuelle de Montépilloy est plus récente.

## Histoire

### Antiquité
En 2016 ont été découvertes sur le territoire communal des sépultures de jeunes Gaulois, âgés de 3 à 6 ans, attestant l'habitation ancienne du lieu.

### Moyen Âge
Louis Graves indique que « La position avantageuse de Montépilloy, l'importance de son château, en firent une place considérable pendant les guerres du moyen-âge. L'armée de Philippe-Auguste était campée dans le voisinage en 1183, lors de ses démêlés avec le comte de Flandre relativement à la possession des comtés d'Amiens, de Valois et de Vermandois.
Les efforts de la jacquerie de 1358 échouèrent contre les remparts de la forteresse.
Elle demeura sous l'autorité du roi pendant les guerres des 
Bourguignons au commencement du quinzième siècle. Les Anglais de la garnison de Creil qui ravageaient le pays s'en emparèrent en 1420, mais ils y furent surpris par Gamaches , gouverneur de Compiègne, qui les tailla en pièces et recouvra le château ».
Le 15 août 1429 a lieu la bataille de Montépilloy entre les troupes anglaises de Jean de Lancastre duc de Bedford et les troupes françaises du roi de France, Charles VII, commandées par Jeanne d'Arc et son compagnon Étienne de Vignolles, dit la Hire. Immédiatement après , Montépilloy et la plupart des autres places fortes du Beauvaisis et du Valois rentrent  sous l'autorité royale, et la forteresse est ensuite démantelée.

### Temps modernes
La terre de Montepilloy est comprise dans la duché-pairie de Montmorency, érigé au mois de juillet 1551 en faveur du connétable Anne de Montmorency. 
elle releva toujours de Chantilly

### Époque contemporaine
En 1841, on note dans la commune deux moulins à vent, et la population vit de l'agriculture.
Montépilloy est desservie de 1870 à 1939 par la gare de Barbery sur la ligne Chantilly-Gouvieux - Crépy-en-Valois,,.

## Politique et administration

### Rattachements administratifs et électoraux

#### Rattachements administratifs
La commune se trouve dans l'arrondissement de Senlis du département du Oise.
Elle faisait partie depuis 1801 du canton de Senlis. Dans le cadre du redécoupage cantonal de 2014 en France, cette circonscription administrative territoriale a disparu, et le canton n'est plus qu'une circonscription électorale.

#### Rattachements électoraux
Pour les élections départementales, la commune fait partie depuis 2014 du canton de Pont-Sainte-Maxence.
Pour l'élection des députés, elle fait partie de la quatrième circonscription de l'Oise.

### Intercommunalité
Jusqu'au début de l'année 2009, la commune appartenait à la communauté de communes du Pays de Senlis qui regroupait 19 collectivités.
À la suite de désaccords profonds entre élus des communes membres, le préfet a décidé de dissoudre l'intercommunalité le 30 avril 2009.
Il autorise la création : 

- de la communauté de communes des Trois Forêts (CC3F) avec les 5 communes de Senlis, Aumont-en-Halatte, Courteuil, Chamant et Fleurines.

- de la communauté de communes Cœur Sud Oise (CCCSO), regroupant treize communes, dont la commune était devenue membre.
Dans le cadre des dispositions de la loi portant nouvelle organisation territoriale de la République (Loi NOTRe) du 7 août 2015, qui prévoit que les établissements publics de coopération intercommunale (EPCI) à fiscalité propre doivent avoir un minimum de 15 000 habitants,, le schéma départemental de coopération intercommunale approuvé par le préfet de l'Oise le 24 mars 2016 prévoit notamment la fusion de la communauté de communes des Trois Forêts et de la communauté de communes Cœur Sud Oise.
Après consultation des conseils municipaux et communautaires concernés, la nouvelle intercommunalité, recréant de fait l'ancienne communauté de communes du Pays de Senlis (sans Orry-la-Ville), dont la scission en 2010 avait créée ces deux intercommunalités, est constituée au 1er janvier 2017 par un arrêté préfectoral du 14 novembre 2016  sous le nom de communauté de communes Senlis Sud Oise, dont la commune est désormais membre.

### Liste des maires
| Période                                  | Période                       | Identité              | Étiquette | Qualité     |
| ---------------------------------------- | ----------------------------- | --------------------- | --------- | ----------- |
| Les données manquantes sont à compléter. |                               |                       |           |             |
| mars 2001                                | 2008                          | Éric Bouly de Lesdain |           |             |
| mars 2008                                | mai 2020                      | Patrice Cornu,        |           |             |
| 20202                                    | En cours (au 31 octobre 2024) | Laurent Blot          |           | Agriculteur |

## Population et société

### Démographie

#### Évolution démographique
L'évolution du nombre d'habitants est connue à travers les recensements de la population effectués dans la commune depuis 1793. Pour les communes de moins de 10 000 habitants, une enquête de recensement portant sur toute la population est réalisée tous les cinq ans, les populations de référence des années intermédiaires étant quant à elles estimées par interpolation ou extrapolation. Pour la commune, le premier recensement exhaustif entrant dans le cadre du nouveau dispositif a été réalisé en 2007.

En 2022, la commune comptait 151 habitants, en évolution de +4,14 % par rapport à 2016 (Oise : +0,87 %, France hors Mayotte : +2,11 %).
| 1793 | 1800 | 1806 | 1821 | 1831 | 1836 | 1841 | 1846 | 1851 |
| ---- | ---- | ---- | ---- | ---- | ---- | ---- | ---- | ---- |
| 175  | 172  | 163  | 165  | 166  | 170  | 163  | 162  | 171  |

| 1856 | 1861 | 1866 | 1872 | 1876 | 1881 | 1886 | 1891 | 1896 |
| ---- | ---- | ---- | ---- | ---- | ---- | ---- | ---- | ---- |
| 156  | 146  | 145  | 157  | 188  | 177  | 180  | 207  | 231  |

| 1901 | 1906 | 1911 | 1921 | 1926 | 1931 | 1936 | 1946 | 1954 |
| ---- | ---- | ---- | ---- | ---- | ---- | ---- | ---- | ---- |
| 201  | 194  | 170  | 185  | 179  | 226  | 195  | 154  | 185  |

| 1962 | 1968 | 1975 | 1982 | 1990 | 1999 | 2006 | 2007 | 2012 |
| ---- | ---- | ---- | ---- | ---- | ---- | ---- | ---- | ---- |
| 170  | 174  | 160  | 149  | 157  | 159  | 159  | 159  | 162  |

| 2017 | 2022 | - | - | - | - | - | - | - |
| ---- | ---- | - | - | - | - | - | - | - |
| 138  | 151  | - | - | - | - | - | - | - |

#### Pyramide des âges
En 2018, le taux de personnes d'un âge inférieur à 30 ans s'élève à 25,3 %, soit en dessous de la moyenne départementale (37,3 %). À l'inverse, le taux de personnes d'âge supérieur à 60 ans est de 27,5 % la même année, alors qu'il est de 22,8 % au niveau départemental.
En 2018, la commune comptait 70 hommes pour 70 femmes, soit un taux de 50 % de femmes, légèrement inférieur au taux départemental (51,11 %).
Les pyramides des âges de la commune et du département s'établissent comme suit.
| Hommes | Classe d’âge | Femmes |
| ------ | ------------ | ------ |
| 0,0    | 90 ou +      | 0,0    |
| 7,2    | 75-89 ans    | 13,0   |
| 18,8   | 60-74 ans    | 15,9   |
| 40,6   | 45-59 ans    | 27,5   |
| 7,2    | 30-44 ans    | 18,8   |
| 8,7    | 15-29 ans    | 5,8    |
| 17,4   | 0-14 ans     | 18,8   |

| Hommes | Classe d’âge | Femmes |
| ------ | ------------ | ------ |
| 0,5    | 90 ou +      | 1,4    |
| 5,5    | 75-89 ans    | 7,6    |
| 15,6   | 60-74 ans    | 16,3   |
| 20,8   | 45-59 ans    | 20     |
| 19,4   | 30-44 ans    | 19,4   |
| 17,6   | 15-29 ans    | 16,2   |
| 20,6   | 0-14 ans     | 19,1   |

### Manifestations culturelles et festivités
Le 1er mai 2016 ont lieu les premières Fêtes médiévales de Montépilloy, à l'initiative de l'association Armorial, dont les bénéfices servent à cofinancer la troisième campagne de fouilles archéologiques bénévoles dans l'enceinte du château de Montépilloy,.

## Économie
En 2021, une famille d'agriculteurs décide de planter une parcelle de vigne de cépage cabernet sauvignon, rappelant l'ancienne exploitation viticole qui existait à Montépilloy  jusqu'à la crise du phylloxera au XIXe siècle, ainsi qu'en atteste la dénomination du lieu-dit « La vigne au seigneur »,.

## Culture locale et patrimoine

### Lieux et monuments

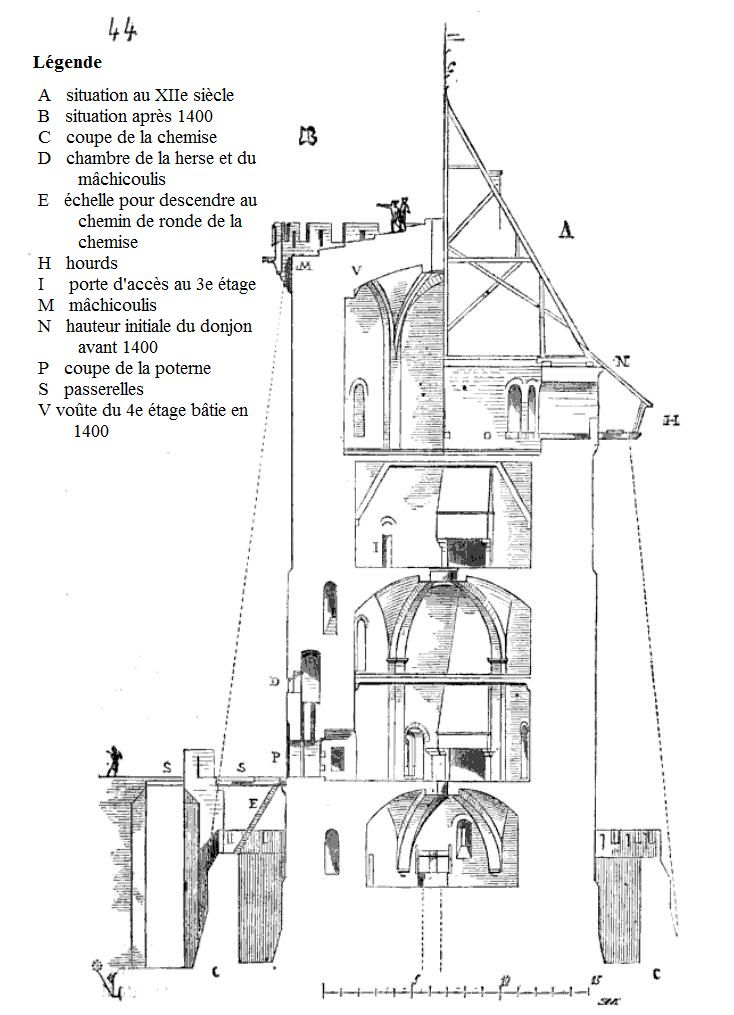
Coupe longitudinale du donjon du château de Montépilloy.

Montépilloy compte deux monuments historiques sur son territoire :
- Ruines du château, place du Château Classé MH (1963)[46],[47],[48] :

Ruiné depuis le milieu du XVe siècle environ, ce château remonte au XIIe siècle et a été rebâti en partie sous Robert de Lorris, seigneur d'Ermenonville, après 1353, et Olivier V de Clisson, après 1389.
Situé sur l'ancien tracé de la route de Senlis à Crépy-en-Valois, il servit de point de guet et de défense, notamment pendant les guerres des XIVe et XVe siècles. Son vestige le plus emblématique, car visible de loin grâce à l'implantation du village sur une colline, est la haute épine subsistant du donjon, mesurant 35 m de haut. Se réduisant aujourd'hui à son flanc nord-est, le donjon avait une épaisseur de dix-huit mètres au sol et comportait cinq niveaux et une cave. L'accès se faisait par une passerelle amovible au niveau du premier étage. Les étages, sauf le deuxième, étaient voûtés d'ogives, et deux étages étaient dotés d'une cheminée. Le quatrième étage, rehaussé vers 1409 / 1411, était destiné à l'approvisionnement de projectiles et à la défense, donnant accès à des hourds et au toit, avec mur crénelé et mâchicoulis.
Outre le donjon, les ruines du château comprennent le portail dans un châtelet avec deux tours hémi-cylindriques d'une hauteur de 13,6 m, une courtine et des restes de la structure ayant supporté le pont-levis ; une deuxième tour crénelée avec les vestiges du logis du début du XVe siècle ; et une partie de la muraille d'enceinte, au nord.
L'ensemble est intégré dans une ancienne ferme qui occupe la totalité du site du château, d'un diamètre de 85 m environ. Les fossés sont en partie comblés. De 1496 à la Révolution française, les ruines et la ferme ont appartenu à la maison de Montmorency,.
En 2012, des visites ont pour la première fois été proposées moyennant un droit d'entrée, et le propriétaire en engage la réhabilitation à partir de 2019,. Les chemins et sentiers entourant l'ancien château permettent des vues intéressantes sur les différents vestiges.
- Église Saint-Jean-Baptiste, rue de l'Église  Inscrite MH (1971)[53]) : De plan rectangulaire, l'église est à nef unique et se compose de quatre travées d'environ six mètres sur six, voûtées d'ogives quadripartites sur plan carré. Le chœur, représenté par la quatrième travée, est à chevet plat. L'église est dépourvue de clocher.

Fondée par Gui III le Bouteiller vers 1190 en tant que prieuré-cure, son gros œuvre est vraisemblablement terminé avant la fin du XIIIe siècle, mais elle est remaniée à deux reprises. Pendant la période de 1320 à 1340, le portail et les bases des colonnes de la nef sont refaites. On ignore si les voûtes ont déjà été refaites une première fois à cette époque, mais les chapiteaux de la fin du XIIe siècle déposés au bas de la nef prouvent qu'elle était bien voûtée d'ogives dès l'origine. À la suite des dégâts infligés par la guerre de Cent Ans, les voûtes sont reconstruites au XVIe siècle. Elles s'appuient sur les faisceaux de colonnes et colonnettes anciennes, mais comme le veut le style flamboyant, les chapiteaux sont supprimés et les nervures sont pénétrantes. De fines frises de feuillages ornent toutefois les supports, et les nouvelles voûtes sont particulièrement élégantes. Les trois fenêtres de la dernière travée sont également flamboyantes, alors que les autres restent des lancettes simples.
L'extérieur, marqué par de massifs contreforts à ressauts, conserve sa physionomie d'origine, et les façades sont sobres avec une corniche en dents de scie comme seule décoration,. Excepté la façade ouest et la première travée côté nord, l'église est totalement enclavée dans des propriétés privées.

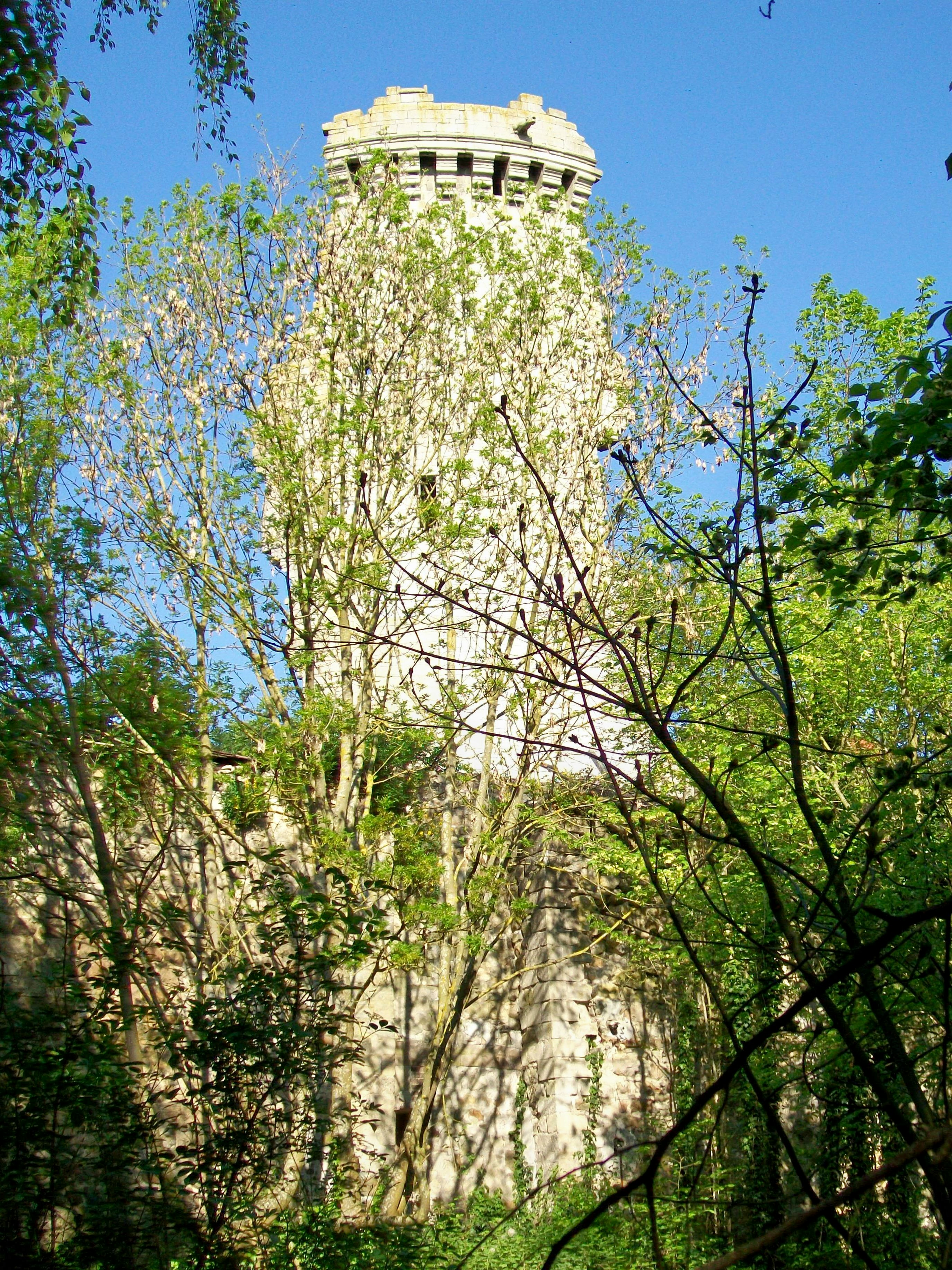
La ruine du donjon, avec l'enceinte assez bien conservée dans ce secteur.
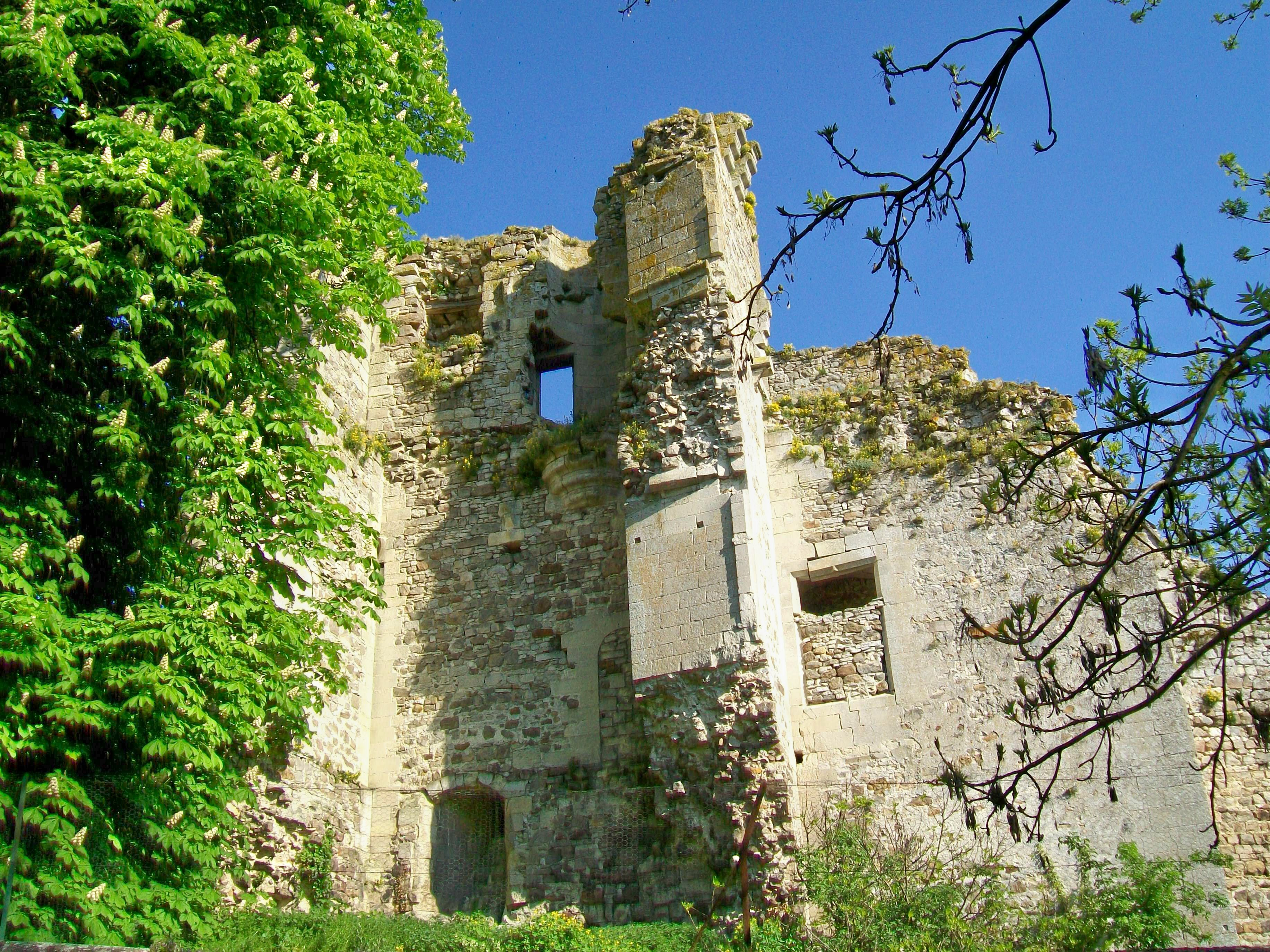
Vestiges du logis du château construit après 1411, dans le secteur sud-est de l'enceinte.
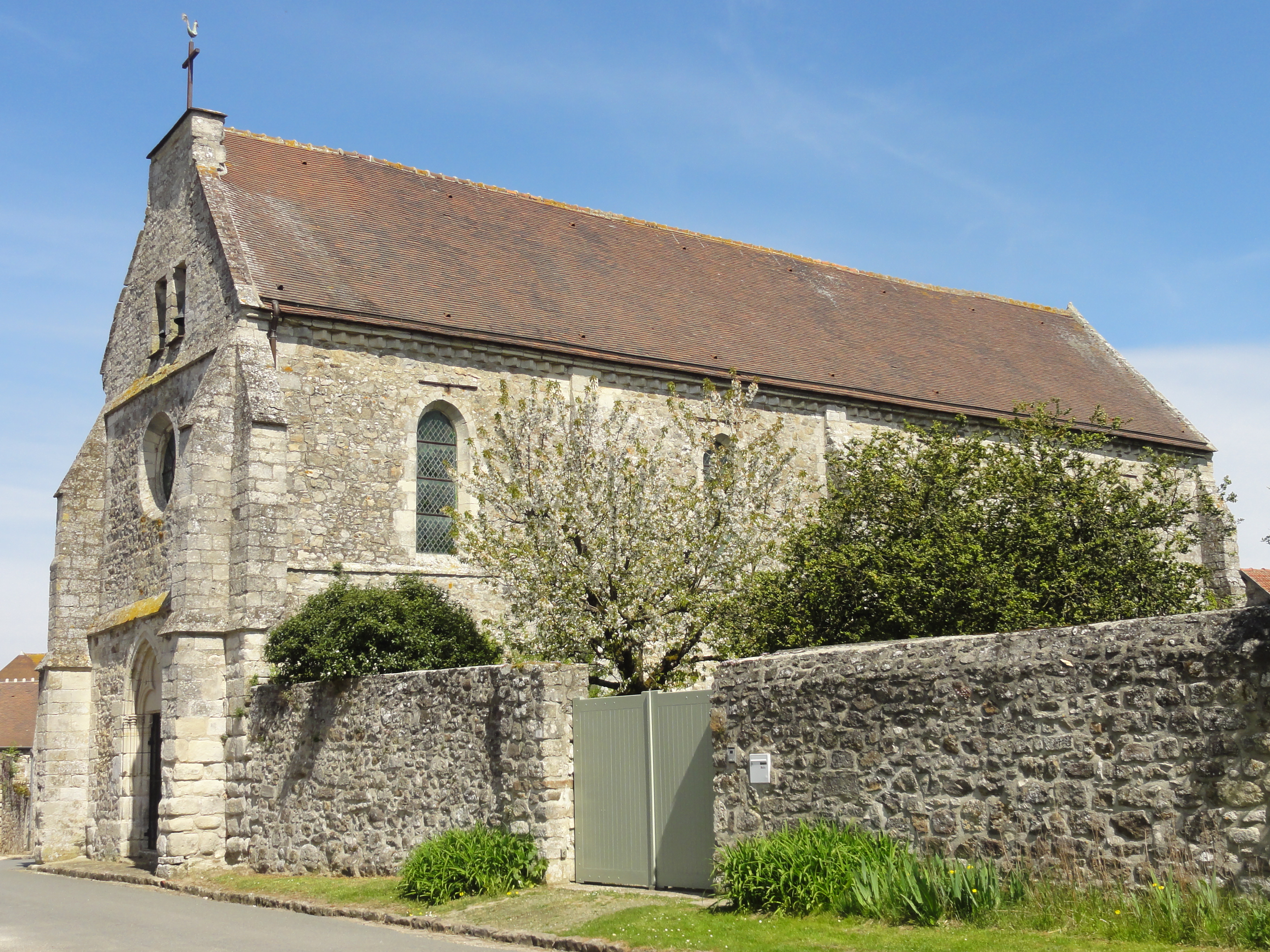
L'église Saint-Jean-Baptiste, rue de l'Église, depuis le sud.
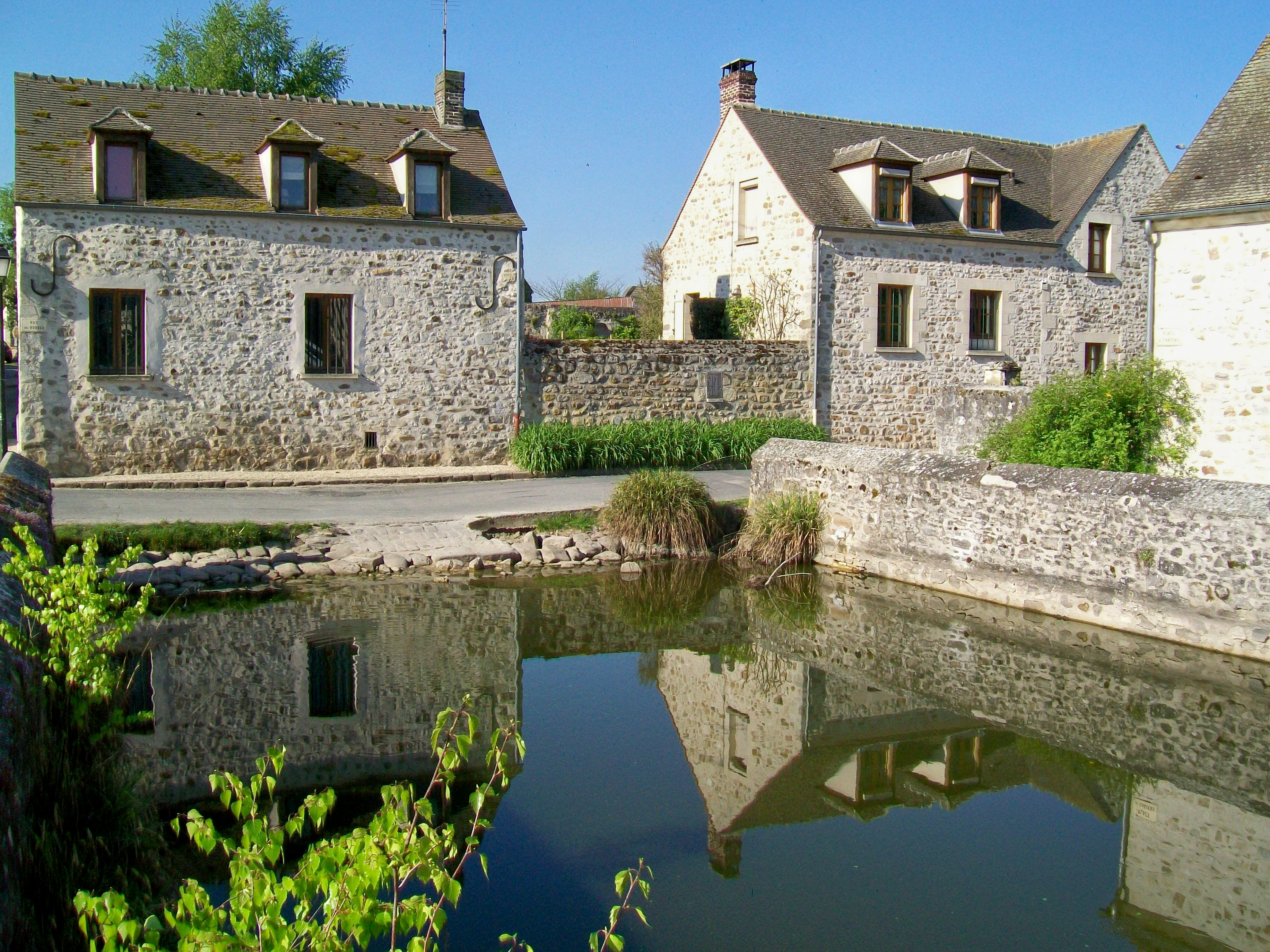
L'abreuvoir face au château, aujourd'hui un biotope hébergeant des amphibiens.
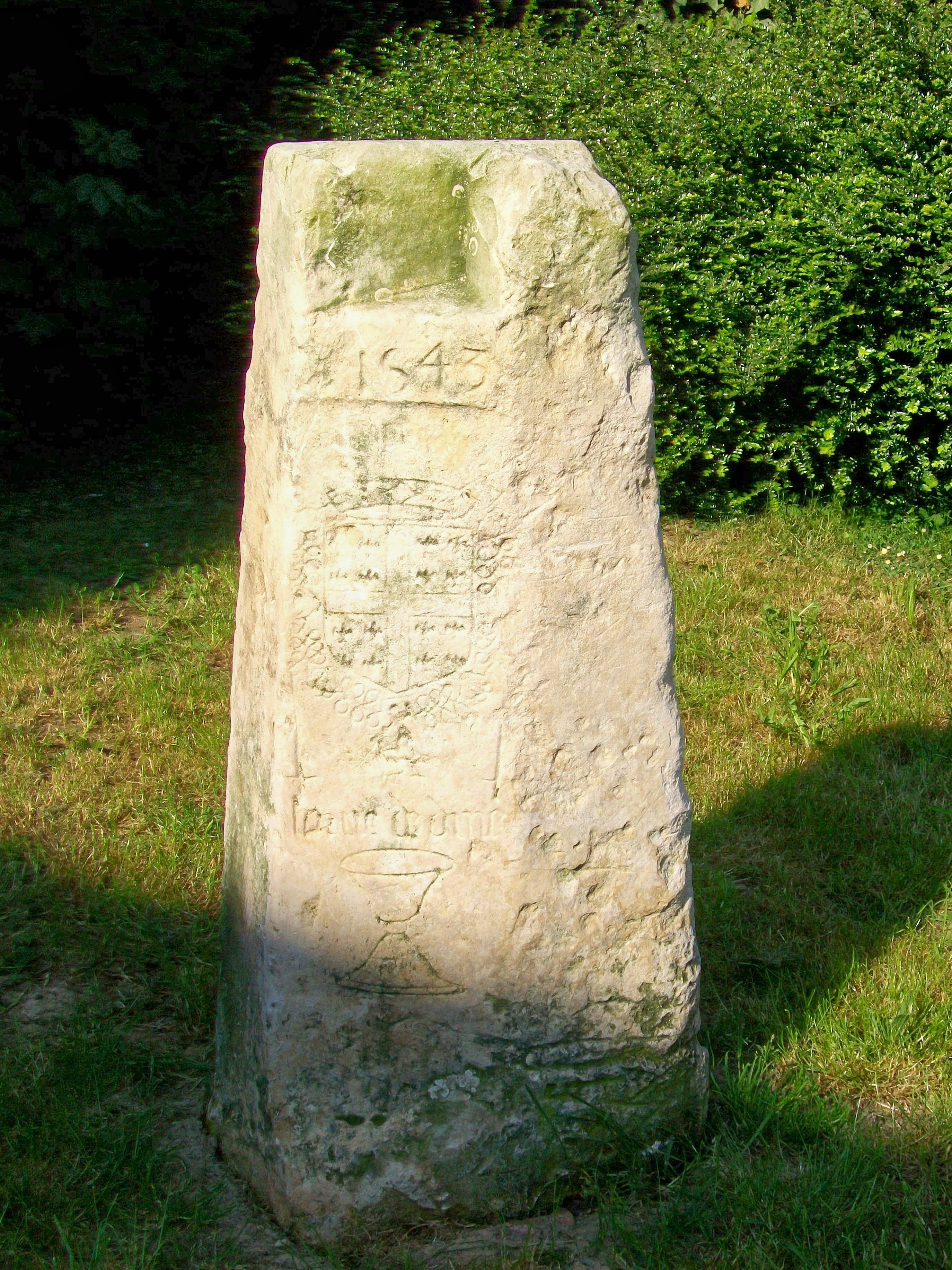
La borne dîmière du duc Anne de Montmorency, de 1543, rue du Four.

On peut également signaler :
- L'abreuvoir, place du château : selon la plaque posée à son angle sud-est, cette mare pavée est un biotope hébergeant des amphibiens. En dehors des cours d'eau, les abreuvoirs au centre des villages sont devenus très rares aujourd'hui.
- La borne dîmière de 1543, rue du Four, près du carrefour avec la rue des Bordes : sa fonction était de délimiter le territoire du prélèvement de la dîme par le seigneur dont elle porte les armes. En l'occurrence, le duc Anne de Montmorency (1492-1567), le premier seigneur à marquer ses possessions par des bornes armoriées, entre 1537 et 1546[56].
- boucle de promenade longue de 9,7 km, permettant découvrir également Baron, Fontaine-Chaalis et Borest[57].

### Personnalités liées à la commune
- Jeanne d'Arc a dormi trois nuits dans la tour du château de Montépilloy lors de la bataille contre les Anglais, en 1429.

## Pour approfondir